# Luciano Paolucci Bedini
Luciano Paolucci Bedini (ur. 30 sierpnia 1968 w Jesi) – włoski duchowny katolicki, biskup Gubbio od 2017 oraz biskup Città di Castello od 2022.

## Życiorys
Święcenia kapłańskie otrzymał 30 września 1995. W 1999 uzyskał licencjat z teologii pastoralnej na Papieskim Uniwersytecie Salezjańskim. Był m.in. dyrektorem kurialnego wydziału katechetycznego w Ankonie, wykładowcą miejscowego wydziału duszpasterskiego, a także wicerektorem i rektorem papieskiego seminarium w Ankonie.
29 września 2017 papież Franciszek mianował go ordynariuszem diecezji Gubbio. Sakrę przyjął 3 grudnia 2017 z rąk kardynała Edoardo Menichelliego.
7 maja 2022 papież Franciszek mianował go biskupem diecezji Città di Castello (łącząc ją z diecezją Gubbio unią in persona Episcopi).